# Microstylum fulviventre
Microstylum fulviventre är en tvåvingeart som beskrevs av Wulp 1898. Microstylum fulviventre ingår i släktet Microstylum och familjen rovflugor. Inga underarter finns listade i Catalogue of Life.